# Tippi Hedren

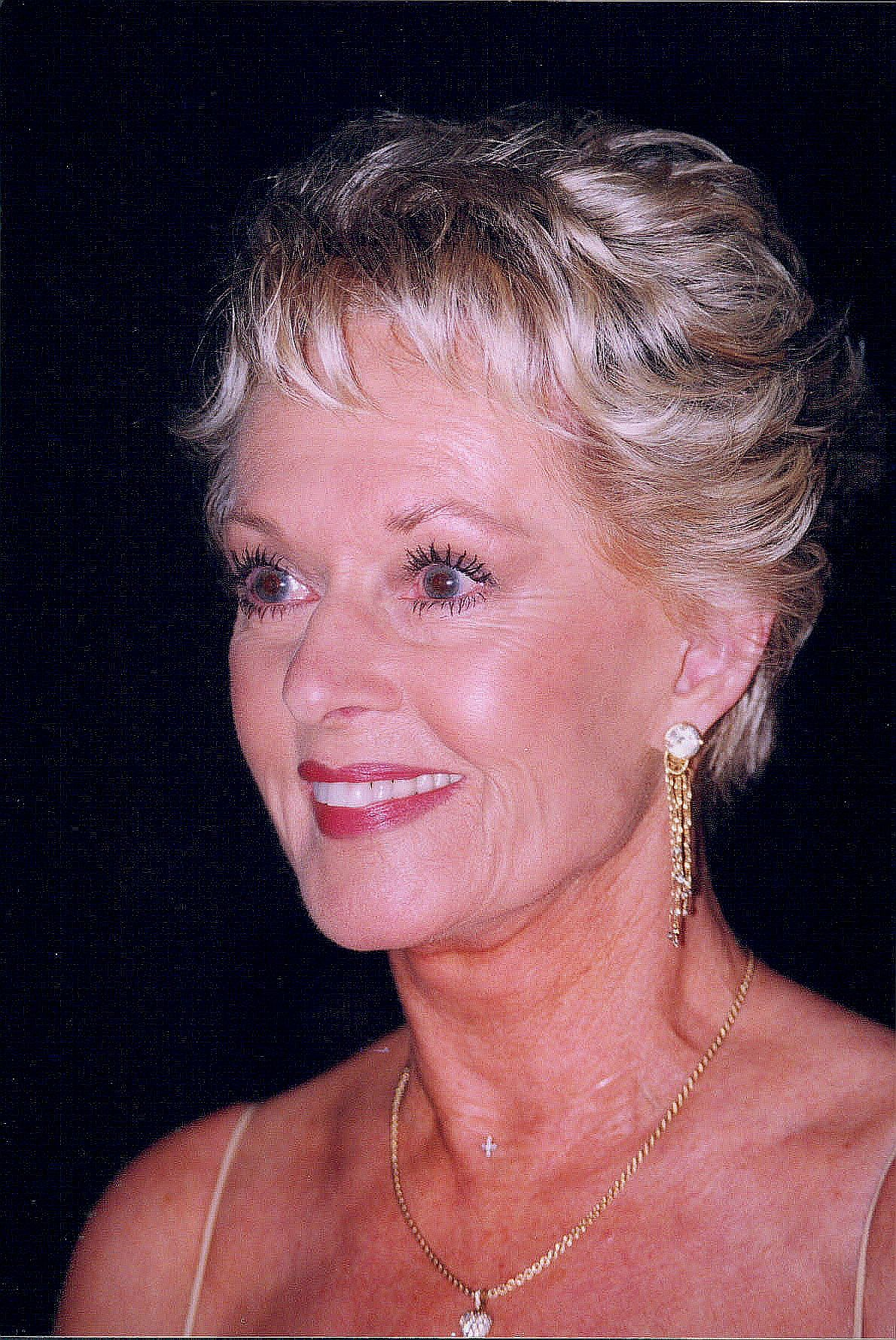
Tippi Hedren (1998)

Tippi Hedren (* 19. Januar 1930 als Nathalie Kay Hedren in New Ulm, Minnesota) ist eine US-amerikanische Schauspielerin und ehemaliges Fotomodell. Berühmtheit erlangte sie in den 1960er-Jahren durch ihre Hauptrollen in den Hitchcock-Filmen Die Vögel und Marnie.

## Privatleben und Familie
Tippi Hedren wurde in Minnesota in eine Familie mit deutschen und skandinavischen Vorfahren geboren.
Hedren war dreimal verheiratet: Auf ihren ersten Ehemann Peter Griffith (1952–1961) folgten der Regisseur Noel Marshall (1964–1982) und Luis Barrenecha (1985–1995). Mit dem Tierarzt Martin Dinnes war sie von 2002 bis 2008 verlobt.
Ihre aus der Ehe mit Peter Griffith stammende Tochter Melanie Griffith ist ebenfalls Schauspielerin, genauso wie deren Tochter Dakota Johnson.
Tippi Hedren lebt im kalifornischen Acton auf ihrer Farm Shambala Preserve, wo Löwen und Tiger gehalten werden. Im Februar 2024 wurde bekannt gegeben, dass Hedren an Demenz erkrankt ist und keine Interviews mehr geben wird.

## Schauspielkarriere

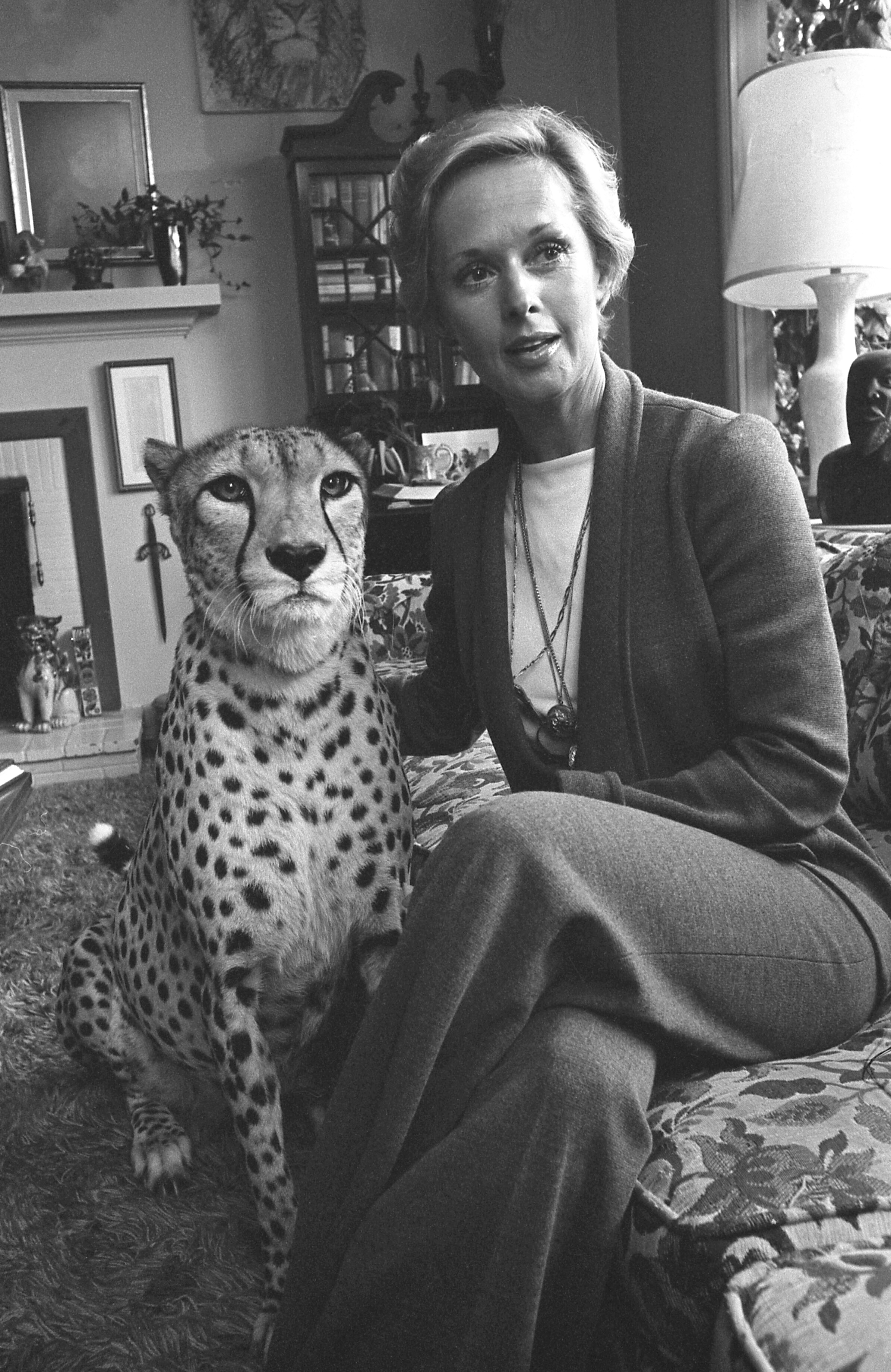
Tippi Hedren mit ihrem als Haustier gehaltenen Geparden Pharao (1974)

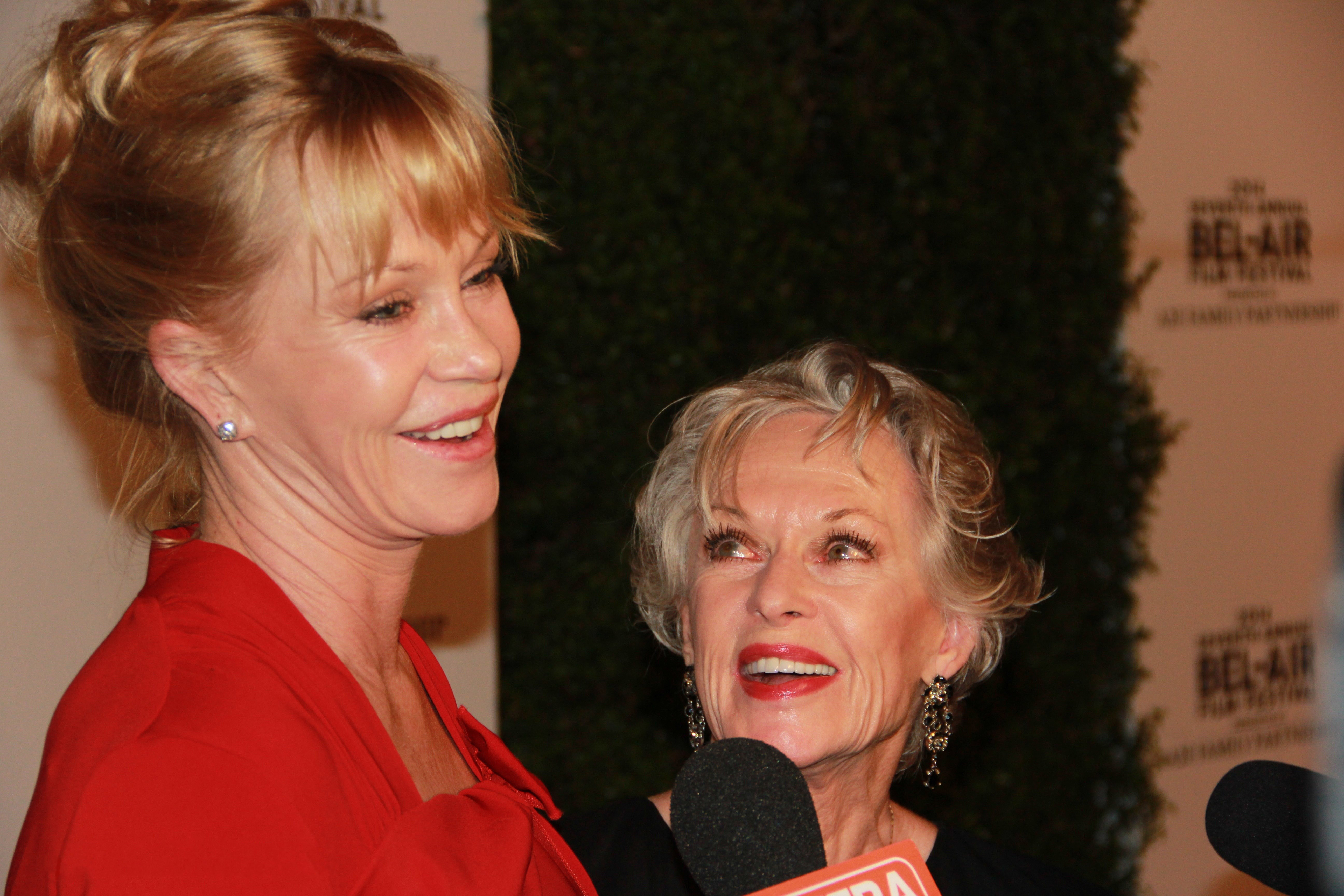
Tippi Hedren mit ihrer Tochter Melanie Griffith (2014)

### Zusammenarbeit mit Alfred Hitchcock
Tippi Hedren arbeitete zunächst als Fotomodell, sie stand bei der renommierten Modelagentur Ford Modeling unter Vertrag. 1950 hatte sie eine kleine Rolle in dem Film Das skandalöse Mädchen bekleidet, was zunächst ihr einziger Filmauftritt blieb.
1961 entdeckte Alfred Hitchcock sie in einem Werbespot für den Diätdrink Sego. Der Regisseur hatte, nachdem Grace Kelly Fürstin von Monaco geworden war und die Schauspielerei aufgegeben hatte, eine neue „Lieblingsblondine“ für die weiblichen Hauptrollen seiner Filme gesucht. In Hedren fand er nach langer Suche eine Nachfolgerin für Kelly. Hitchcock gab Hedren die weibliche Hauptrolle in seinen Filmen Die Vögel und Marnie. Für Die Vögel erhielt sie 1964 den Golden Globe als beste Nachwuchsdarstellerin. Während Die Vögel einer der berühmtesten Hitchcock-Filme wurde, brachte Marnie zwar ein solides finanzielles Ergebnis ein, wurde aber nur gemischt von Publikum und Filmkritik aufgenommen. Hedrens Schauspielleistung als kleptomanische, von psychischen Problemen geplagte Sekretärin in Marnie wurde insbesondere von späteren Kritikern immer wieder hervorgehoben. Der US-Kritiker Richard Brody bezeichnete sie 2016 als eine der besten Darstellungen in der gesamten Filmgeschichte.
Hitchcocks Interesse an Hedren ging über das Berufliche hinaus. Er war geradezu vernarrt in die kühl wirkende, blonde Schauspielerin und ordnete an, dass Tippis Name im Zusammenhang mit seinen Filmen nur in einfachen Anführungszeichen, also ‚Tippi‘, genannt werden durfte. Hedren warf in ihrer Biografie 2016 Hitchcock vor, sie mehrfach sexuell belästigt zu haben, und bezeichnete ihn als „pervers“. Er habe sie für sich völlig vereinnahmen wollen, sich auf sie geworfen und sie angefasst. Der britische Fernsehfilm The Girl aus dem Jahr 2012 handelt von den zunehmenden Spannungen in der Beziehung zwischen Hedren (gespielt von Sienna Miller) und Hitchcock (verkörpert durch Toby Jones). Hedren selbst beschrieb ihre heutigen Empfindungen Hitchcock gegenüber mit den Worten: „Dankbarkeit und Abscheu. Respekt und Fassungslosigkeit.“
Nachdem sie bei Marnie am Filmset seine sexuellen Avancen abgelehnt hatte und er mit ihr nicht mehr zusammenarbeiten wollte, hielt Hitchcock sie dennoch weiter unter Vertrag. Er lehnte Rollenangebote für sie ohne Absprache mit ihr ab, um ihre Karriere zu beschädigen, und ließ sie erst nach zwei Jahren aus ihrem Vertrag.

### Spätere Karriere
Wenig später erhielt sie das Angebot, unter Regie von Charlie Chaplin in dessen letztem Film Die Gräfin von Hongkong in einer Nebenrolle die Ehefrau von Marlon Brando zu spielen. Durch die Zwangspause von drei Jahren hatte Hedrens Filmkarriere allerdings an Momentum verloren und sie erreichte nie wieder denselben Erfolg wie mit den beiden Hitchcock-Filmen. Nach Die Gräfin von Hongkong trat Hedren in den nächsten Jahren nur vereinzelt in B-Movies und Fernsehserien auf.
1981 spielte sie in dem von ihrem damaligen Ehemann Noel Marshall produzierten Großkatzen-Spektakelfilm Roar die Hauptrolle. 1983 gründete sie die Roar Foundation, die das Drehgelände bei Acton circa 40 Kilometer nordöstlich von Los Angeles am Rande der Mojave-Wüste in ein Privatreservat für Großkatzen mit dem Namen Shambala-Preserve umwandelte. Hier wohnt Hedren neben etwa 60 Großkatzen einschließlich Löwen, Tigern und Ligern sowie Geparden und Pumas.
Bis ins hohe Alter stand Hedren immer wieder für Kinofilme und Fernsehserien vor der Kamera. Sie hatte Nebenrollen in Alexander Paynes Filmsatire Baby Business (1996) und in David O. Russells romantischer Komödie I Heart Huckabees (2004). Mit Die Vögel II – Die Rückkehr stand sie 1994 auch für die Fortsetzung von Die Vögel vor der Kamera, allerdings in einer anderen Rolle. 2018 war Hedren das Gesicht einer Kampagne des Modelabels Gucci. Insgesamt umfasst ihr filmisches Schaffen in einem Zeitraum von 1950 bis 2018 mehr als 80 Film- und Fernsehproduktionen.

## Engagement für Flüchtlinge aus Vietnam
Mitte der 1970er Jahre besuchte Tippi Hedren das Lager Hope Village für vietnamesische Flüchtlinge in Kalifornien. Ihr fiel auf, dass die sich dort aufhaltenden Frauen insbesondere ihre manikürten Fingernägel bewunderten. Sie ließ ihre persönliche Maniküre einfliegen, die zusammen mit den Mitarbeiterinnen eines örtlichen Schönheitssalons eine Gruppe von 20 Frauen unterrichtete. Anschließend sorgte sie dafür, dass die vietnamesischen Frauen in Südkalifornien Arbeit fanden, was auch dazu führte, dass die Preise für Nagelbehandlungen sanken.
Das Engagement von Hedren führte dazu, dass etwa in den 2010er Jahren 51 Prozent der Mani- und Pediküren in den Vereinigten Staaten und etwa 80 Prozent in Kalifornien vietnamesischer Abstammung sind. Viele sind direkte Nachkommen jener ersten Klasse von Frauen, die Hedren ausbilden ließ.

## Filmografie (Auswahl)
- 1950: Das skandalöse Mädchen (The Petty Girl)
- 1963: Die Vögel (The Birds)
- 1964: Marnie (Marnie)
- 1965: Stunde der Entscheidung (Kraft Suspense Theatre, Fernsehserie, eine Folge)
- 1965: Wettlauf mit dem Tod (Run for Your Life, Fernsehserie, eine Folge)
- 1967: Die Gräfin von Hongkong (A Countess from Hong Kong)
- 1970: Tiger by the Tail
- 1970: Satan’s Harvest
- 1970/1971: Eddies Vater (The Courtship of Eddie’s Father, Fernsehserie, 2 Folgen)
- 1973: The Harrad Experiment
- 1976: Die Sieben-Millionen-Dollar-Frau (The Bionic Woman, Fernsehserie, eine Folge)
- 1981: Roar – Die Löwen sind los (Roar)
- 1983: Foxfire Light
- 1983: Hart aber herzlich (Hart to Hart, Fernsehserie, Folge Herausforderung im Dschungel)
- 1985: Alfred Hitchcock zeigt (Alfred Hitchcock Presents, Fernsehserie, Pilotfolge)
- 1988: Hotel (Fernsehserie, Folge Double Take)
- 1989: Deadly Spygames
- 1990: Zoff in Hooterville (Return to Green Acres, Fernsehfilm)
- 1990: Heißkalte Nächte (In the Cold of the Night)
- 1990: Fremde Schatten (Pacific Heights)
- 1990–1991: Reich und Schön (The Bold and the Beautiful, Fernsehserie, 32 Folgen)
- 1991: Im Schatten des Zweifels (Shadow of a Doubt, Fernsehfilm)
- 1993: Mord ist ihr Hobby (Murder, She Wrote, Fernsehserie, Folge 10x6)
- 1993: Perry Mason und die Formel ewiger Schönheit (Perry Mason: The Case of the Skin-Deep Scandal, Fernsehfilm)
- 1994: Im Labyrinth der Leidenschaft (Inevitable Grace)
- 1994: Die Vögel II – Die Rückkehr (The Birds II: Land’s End, Fernsehfilm)
- 1996: Mind Lies – Mörderische Wahrheit (Mind Lies)
- 1996: Baby Business (Citizen Ruth)
- 1998: Break Up – Nackte Angst (Break Up)
- 1998: I Woke Up Early the Day I Died
- 1998: Chicago Hope – Endstation Hoffnung, (Fernsehserie, Folge 4x14)
- 1999: Replacing Dad – Eine Familie ohne Vater (Replacing Dad, Fernsehfilm)
- 2000: Bedrohliche Begierde (Exposé)
- 2000: Providence (Fernsehserie, 3 Folgen)
- 2003: DarkWolf
- 2004: I Heart Huckabees
- 2006: Fashion House (Fernsehserie, zehn Folgen)
- 2006: 4400 – Die Rückkehrer (The 4400, Fernsehserie, Folge 3x01)
- 2006: Fashion House (Fernsehserie, 10 Folgen)
- 2008: CSI: Vegas (CSI: Crime Scene Investigation, Folge 9x08)
- 2009: Nora Roberts – Ein Haus zum Träumen (Tribute, Fernsehfilm)
- 2012: Jayne Mansfield’s Car
- 2012: Raising Hope (Fernsehserie, Folge 3x01)
- 2013: Cougar Town (Fernsehserie, Folge 4x15)
- 2013: Return to Babylon
- 2017: The Ghost and the Whale

## Auszeichnungen (Auswahl)
- 1964: Golden Globe Award: Beste Nachwuchsdarstellerin (geteilt mit Ursula Andress und Elke Sommer)
- 2003: Stern auf dem Hollywood Walk of Fame (7060 Hollywood Blvd.)

## Veröffentlichungen
- Tippi: A Memoir. William Morrow, New York, 2016, ISBN 978-0-06-246903-8.